# Mansión de Pastende
La Mansión de Pastende (en letón: Pastendes muižas pils) es una casa señorial en la región histórica de Curlandia, en el oeste de Letonia. Originalmente construida en 1700, fue remodelada entre 1780 y 1800. Desde 1945 el edificio ha albergado la escuela primaria de Pastende.